# پک-من
پَک-مَن (به ژاپنی: パックマン) یا PAC-MAN یک بازی آرکید هزارتو است که توسط شرکت نامکو ساخته و منتشر شده است. خارج از ژاپن، این بازی توسط شرکت میدوی گیمز به عنوان بخشی از توافقنامه صدور مجوز با نامکو در ایالات متحده عرضه می‌شد. پک-من برای اولین بار در ۲۲ مه، ۱۹۸۰ در ژاپن انتشار یافت. شخصیت پَک-مَن به عنوان سمبل شانس‌بیار و نماد پرچم‌دار باندای نامکو انترتینمنت به‌شمار می‌رود. توسعهٔ این بازی در اوایل سال ۱۹۷۹ به کارگردانی تورو ایواتانی و به همراه یک گروه ۹ نفره آغاز شد. از آنجایی که در آن مقطع، اغلب بازی‌ها دارای مضامین جنگی یا ورزشی بودند، «ایواتانی» مصمم بود تا بازی‌ای بسازد که برای هر دو جنس زن و مرد، جذابیت داشته باشد. ایواتانی به کارهایی که زنان دوست داشتند در آن مقطع انجام بدهند فکر کرد و بر اساس علاقهٔ زنان به خوردن دسر و سایر شیرینی‌ها، تصمیم گرفت که اساس و پایهٔ بازی را حول محور غذا خوردن متمرکز نماید.

## مراحل و شخصیت‌های بازی
گیمر باید پک‌من (دایره دهان‌دار زرد) را در یک باغ هزارتو پر از نقطه حرکت دهد که در آن چهار روح نیز حضور دارند. هدف بازی در هر مرحله خوردن تمام نقاط است. وقتی پک من دایره‌های بزرگ را بخورد برخورد با روح‌ها نه تها به معنی از دست دادن جان بلکه امتیاز آور است. یک سرریز عدد صحیح در «مرحله ۲۵۶»، باعث می‌شود که هیچ‌کس نتواند این بازی را به پایان برساند.